# Sân bay Kajaani
Sân bay Kajaani (IATA: KAJ, ICAO: EFKI) là một sân bay ở Kajaani, Phần Lan, khoảng 7 kilômét (4,3 mi) về phía tây bắc trung tâm thành phố Kajaani.

## Các hãng hàng không và tuyến bay
- Finnair (Helsinki)